# Distrikt José Gálvez
Der Distrikt José Gálvez liegt in der Provinz Celendín in der Region Cajamarca in Nordwest-Peru. Der Distrikt wurde am 7. November 1887 gegründet. Benannt wurde er wahrscheinlich nach José Gálvez Egúsquiza (1819–1866), ein peruanischer Politiker und Verteidigungsminister, der beim Beschuss von Callao während des spanisch-südamerikanischen Krieges starb.
Der Distrikt besitzt eine Fläche von 50,4 km². Beim Zensus 2017 wurden 2757 Einwohner gezählt. Im Jahr 1993 lag die Einwohnerzahl bei 3767, im Jahr 2007 bei 2859. Sitz der Distriktverwaltung ist die 2601 m hoch gelegene Ortschaft Huacapampa mit 408 Einwohnern (Stand 2017). Huacapampa befindet sich 6 km südlich der Provinzhauptstadt Celendín.

## Geographische Lage
Der Distrikt José Gálvez befindet sich südzentral in der Provinz Celendín. Er liegt an der Ostflanke der peruanischen Westkordillere am Westufer des nach Norden strömenden Río Marañón.
Der Distrikt José Gálvez grenzt im Westen an den Distrikt Huasmín, im Norden an den Distrikt Celendín, im Osten an die Distrikte Utco und Jorge Chávez sowie im Süden an den Distrikt Sucre.

## Ortschaften
Im Distrikt gibt es neben dem Hauptort folgende größere Ortschaften:
- Choctapampa
- Fraylecocha
- Huacapampa Viejo
- Huañambra
- Quillimbash